# Rhun ap Maelgwn
Rhun ap Maelgwn Gwynedd (fallecido c. 586), también conocido como Rhun Hir ap Maelgwn Gwynedd (en inglés: Rhun the Tall, son of Maelgwn Gwynedd: Rhun el Alto, hijo de Maelgwn Gwynedd), fue rey de Gwynedd (reinado c. 547 – c. 586). Llegó al trono a la muerte de su padre, Maelgwn Gwynedd. No hay registros históricos de su reinado en esta época. Una historia preservada tanto en el Código Venedotian y en una elegía de Taliesin habla de que luchó una guerra contra Rhydderch Hael de Alt Clut y los reyes de Gododdin o Manaw Gododdin. Rhun También aparece en varias historias literarias medievales, así como en las Tríadas galesas. Su mujer fue Perwyr ferch Rhûn "Ryfeddfawr" y su hijo era Beli ap Rhun "Hîr".
Rhun ap Maelgwn aparece en las genealogías reales de Harleian, Jesus College MS 20, y Hengwrt MS 202. El Bonedd y Saint (en inglés: Descent of the Saints) dice que es el antepasado de San Edeyrn (el Bonedd dice que Edeyrn era bisnieto de Rhun, mientras Hengwrt MS 202 dice que era hijo de Rhun).

## Guerra con el norte
El código Venedotian de leyes galesas compilado por Iorwerth ap Madog a comienzos del siglo XIII contiene una lista de los privilegios de los hombres de Arfon. Entre ellos figura el derecho de marchar al frente del ejército de Gwynedd, y esto se dice como reconocimiento a sus acciones en la guerra entre Rhun de Gwynedd y los Hombres del Norte (en galés: Gwŷr y Gogledd) de Alt Clut y Gododdin o Manaw Gododdin.
La obra de Taliesin Marwnad Rhun (en inglés: Elegy of Rhun) también habla de la guerra y de la muerte de Rhun en ella. En su trabajo sobre la obra de Taliesin, John Morris-Jones nota que las particularidades del marwnad son compatibles con el registro histórico, una visión compartida por escépticos notables como Thomas Stephens.
El código Venedotian afirma que el príncipe del norte en inglés: Elidyr the Courteous, son of Gorwst Priodawr Mwynfawr ap Gorwst Priodawr (Elidyr el Cortés, hijo de Gorwst Priodawr) había muerto en Aber Mewydus en Arfon, no lejos de Rhun  llys (: corte real) en Llanbeblig. Los poderosos parientes de Elidyr en el Norte invadieron Gwynedd en represalia, quemando Arfon. El ejército del norte estaba dirigido por Clydno Eiddin; Nudd el Generoso, hijo de Senyllt; Mordaf el Generoso, hijo de Serfan; y Rhydderch Hael, hijo de Tudwal Tudelyd.
Todos los nombres corresponden a personajes notables de la era que aparecen en las genealogías reales del Bonedd Gwŷr y Gogledd, como Elidyr Mwynfawr. Según una de las Tríadas de los Caballos, Elidyr era también marido de la hermana de Rhun Eurgain.
Rhun entonces reunió un ejército y procedió hacia los bancos del Gweryd (las orillas del Forth o el Fiordo del Forth) en el norte. El resultado final no es mencionado en el Venedotian, pero Rhun y su ejército permanecieron en el norte durante un tiempo considerable. El resultado según Taliesin  Marwnad Rhun fue la muerte de Rhun ap Maelgwn en batalla.
La razón por la que Elidyr estaba en Gwynedd y las circunstancias de su muerte son desconocidas, aunque es seguro por sus acciones que sus parientes del norte culparon a alguien en Gwynedd. Hay historias posteriores que especulan con los motivos, por ejemplo afirmando que Elidyr disputaba a Rhun la sucesión de Maelgwn Gwyneddal trono, pero esto son especulaciones.

## Caerhun
Caerhun (en inglés: Fort of Rhun) es el emplazamiento del pequeño fuerte romano de Canovium, situado a lo largo de la calzada Romana entre los fuertes de Deva (cerca de Chester) y Segontium (cerca de Caernarfon). Se cree que fue uno de los baluartes de Rhun, y aunque no hay pruebas definitivas, la investigación arqueológica y la antigüedad del nombre lo sostienen circunstancialmente. Además, guardaba el importante vado del río Conwy en Tal-y-Cafn que lleva al paso en Bwlch-y-Ddeufaen, una entrada a Eryri (en inglés: Snowdonia), el corazón defensivo del Reino de Gwynedd. Su importancia militar ciertamente habría sido notada por defensores y agresores potenciales.

## Rhun en la literatura
La historia de el sueño de Rhonabwy en el Libro Rojo de Hergest es una cuento en prosa donde el personaje principal viaja a la época del rey Arturo en un sueño. Allí  ve los a hombres famosos de muchas épocas. En un pasaje donde 24 caballeros llegan para buscar una tregua con Arturo, este considera la petición reuniendo a sus consejeros donde se hallaba "un hombre alto, con la cabeza castaña y riazad". Rhonabwy pregunta quién es, y se dice que es Rhun ap Maelgwn Gwynedd, un hombre que puede aconsejar a cualquiera, porque no había ninguno en Britania más hábil en aconsejar que él.
Marwnad Rhun (en inglés: Elegía de Rhun), que fue considerado en otro momento obra de Taliesin lo que ha sido descartado, lamenta la muerte de Rhun muerte durante la Guerra con el norte.
Rhun aparece en dos de las Tríadas galesas medievales, como uno de los 'Príncipes Justos de la Isla de Gran Bretaña', y como uno de los 'que llevaban la banda dorada de la Isla de Gran Bretaña'.